# Zigzo
Zigzo (jap. ジグゾ Jiguzo) – japoński zespół muzyczny popularny na japońskiej scenie rocka niezależnego. Działał w latach 1999–2002.

## Skład zespołu
- Tetsu – wokal, gitara
- Ryo – gitara
- Den – gitara basowa
- Sakura – perkusja, instrumenty perkusyjne

## Dyskografia

### Albumy
- Monster Music (wydany 1 października 1999)
- Add9 Suicide (wydany 27 września 2000)
- Got „S” and dis-star – Best of ZIGZO (wydany 1 stycznia 2002)

### Single
- 血と汗と涙の裏側のハッピー (chi to namida to ase no uragawa no happy)
- ひまわり (himawari)
- splash!
- tonight, I will fall
- WALK
- THE WORLD INTRODUCTION
- flow
- チェルシー (Chelsea)

### Wideografia
- The 1st Scene ZIGZO (VHS – koncert z 31 sierpnia 1999 w Akasaka Blitz)
- SONGS FROM GENTLE HEART (teledysk)
- Wonderful Days (VHS – koncert z 26 grudnia 2001 w Shibuya-AX)
- THE LAST SCENE ZIGZO (DVD – koncert z 16 marca 2002 w Akasaka Blitz)